# Crime habitual
crime habitual é um conceito do Direito penal que descreve a reiteração ou habitualidade de uma mesma conduta reprovável, ilícita, de forma a constituir um estilo ou hábito de vida. Como exemplo, pode-se citar o caso do crime de curandeirismo, quando o agente pratica as ações com intenção de lucro. A habitualidade aqui é em face do próprio autor da conduta e não do crime, pois se fosse deste seria crime continuado.
Consoante Capez, "é o composto pela reiteração de atos que revelam um estilo de vida do agente, por exemplo, rufianismo (CP, art. 230), exercício ilegal da medicina; só se consuma com a habitualidade na conduta".